# Sinclair QDOS
Il Sinclair QDOS (a volte indicato come Qdos o QDOS), era il sistema operativo multitasking presente nel personal computer Sinclair QL e nei suoi cloni. 
Fu sviluppato da Tony Tebby presso la Sinclair Research come sostituto del sistema operativo 68K/OS di GST Computer Systems che originariamente avrebbe dovuto equipaggiare i QL.

## Caratteristiche tecniche
Il QDOS fu scritto nel linguaggio macchina del Motorola 68000 e integrato, sul QL, in 48 KB di memoria composti, a seconda dei modelli, da 3 chip EPROM da 16 KB l'uno oppure su 2 chip, ROM rispettivamente di 16 e 32 KB. Insieme al QDOS risiedeva nella ROM anche l'interprete SuperBASIC, una versione avanzata del linguaggio di programmazione BASIC con costrutti di programmazione strutturata, che veniva utilizzato anche come interprete a riga di comando del QDOS.
Il QDOS includeva la gestione dei processi (o "jobs", "lavori", nella terminologia QDOS), l'allocazione della memoria ed un sistema di I/O reindirizzabili, che forniva un framework generico per i filesystem ed i driver delle periferiche, oltre ad un sistema minimale di finestre sullo schermo. Questa ed altre funzionalità non furono però pienamente implementate nelle versioni ufficiali del QDOS bensì nelle estensioni al sistema operativo pubblicate dalla società di Tebby, la QJUMP.
Furono pubblicate anche versioni riscritte e migliorate del QDOS, come il Minerva di Laurence Reeves o l'SMS2 e l'SMSQ/E, entrambi di Tebby. L'SMSQ/E è la versione più moderna ed è ancora sviluppato e commercializzato.

## Versioni
Le versioni del QDOS erano identificate numericamente, mentre le ROM del firmware del QL (incluso il SuperBASIC) erano identificate da 2 o 3 lettere (restituite dalla funzione del SuperBASIC VER$).
Quelle che seguono sono le versioni del QDOS rilasciate (le date sono relative alle spedizioni verso i clienti):
- 0.08: l'ultima versione pre-produzione.
- 1.00: corrispondeva alla versione FB delle ROM del QL (rilascio: aprile 1984).
- 1.01: corrispondeva alla versione PM delle ROM. La 1.01 era più veloce ed includeva il supporto al Microdrive.
- 1.02: corrispondeva alla versione AH delle ROM (giugno 1984). Questa versione sistemava diversi bug ed era la prima versione di ROM prodotta in quantità.
- 1.03: inclusa nelle ROM contrassegnate come JM e TB. Versione con alcuni bug di secondaria importanza risolti (fine 1984).
- 1.10: corrispondeva alle ROM con sigle JS e JSU (destinate al mercato statunitense), rilasciato all'inizio del 1985. Questa fu l'ultima versione utilizzata nei QL prodotti per il mercato inglese.
- 1.13: corrispondeva alle ROM della serie MGx, destinate all'esportazione nei mercati europei. Includeva un significativo numero di correzioni di bug. Sono note le seguenti versioni localizzate del firmware della serie MG:
  - MGE: spagnolo
  - MGF: francese
  - MGG: tedesco
  - MGI: italiano
  - MGS: svedese

Le versioni localizzate del QDOS erano identificate mediante la sostituzione del punto (".") presente nel numero della versione con la lettera che identificava la ROM localizzata per quel determinato Paese: ad esempio, la ROM MGI conteneva il QDOS in versione 1I13. Tutte le versioni dei firmware della serie MG condividevano lo stesso chip da 32 KB di ROM.
Era disponibile anche una versione del QDOS 1.13 localizzata in lingua greca ed integrata in un firmware denominato ΣFP. I chip ROM che lo contenevano erano però identificati EFP perché l'impianto che realizzava le memoria, locato in Messico, non trovava la lettera sigma. Le ROM di questa versione non potevano essere mescolate con quelle localizzate per altri linguaggi.